# Émile Magnien (1914-1999)
Pour les articles homonymes, voir Magnien (homonymie).
Émile Magnien, né le 11 octobre 1914 à Cluny et mort le 29 décembre 1999 à Mâcon, est un conservateur de musée français et un historien régionaliste du Mâconnais.

## Biographie
Né à Cluny, bourg du Mâconnais chargé d'histoire, Émile Magnien y a été instituteur (1937) avant d'être détaché à l'Inspection académique de Mâcon. Il est ensuite conservateur du Musée de Tournus et du Musée des Ursulines à Mâcon. Connaisseur des églises romanes de la Bourgogne du sud, il publie plusieurs ouvrages sur celles-ci et en 1954 il participe à la création du Centre international des études romanes à Tournus. 
Il se consacre aussi à l'étude du célèbre écrivain et homme politique mâconnais Lamartine, dont il fonde le musée à Mâcon.
Membre de l'Académie de Mâcon à partir de 1945, et jusqu'à sa mort, il en est plusieurs fois président. Il est le rédacteur de nombreux articles des Annales de l'Académie de Mâcon.

## Distinctions
En 1956 il reçoit le Prix Émile-Faguet, décerné par l'Académie française.
Il était chevalier de l'Ordre national du Mérite.
Il reçut le prix Lamartine 1975 (prix de la ville de Mâcon), prix quinquennal attribué par un jury national, pour la 2e édition – totalement refondue – de son ouvrage Dans l'intimité de Lamartine paru aux Éditions Bourgogne Rhône Alpes.

## Œuvres
- Dans l'intimité de Lamartine, 1956 (réédition revue et complétée, Groupe 71, Mâcon, 1974)
- Histoire de Mâcon et du Mâconnais, 1971 (réédition Le Caractère en marche, 1992)
- Les églises romanes de la Bourgogne du Sud, Tournus, 1973
- Tournus, guide historique et touristique, Imp. Combier, Mâcon, 1964
- Cluny, guide historique et touristique, Imp. Combier, Mâcon, 1971
- (avec Raymond Oursel), Les peintures de la chapelle des moines de Berzé, Académie de Mâcon, 1985
- La vie de Pierre-Paul Prud'hon enfant de Cluny peintre bourguignon, Mâcon, 1985
- Avec Lamartine en Bourgogne, éditions La Taillanderie, Bourg-en-Bresse, 1988  (ISBN 2-87629-014-6)
- Avec Lamartine en Savoie, éditions La Taillanderie
- Cousin cousine en Bourgogne. Bussy-Rabutin et Marie de Sévigné, La Taillanderie, 1993
- Les deux grands siècles de Cluny 950-1150, Le Caractère en marche, 1994
- (avec Marie Lapalus et Jean-François Garmier), Quand la peinture se fait mémoire : paysans et paysages 1870-1940, Musée de Mâcon, 1996